# نوک‌شاخ زمینی جنوبی
 نوک‌شاخ زمینی جنوبی (نام علمی: Bucorvus leadbeateri) نام یک گونه از سرده نوک‌شاخ زمینی است.